# منتخب اليابان لكرة الأرض للسيدات
منتخب اليابان الوطني لكرة الأرض للسيدات هو ممثل اليابان الرسمي في المنافسات الدولية في كرة الأرض للسيدات.